# This Is a Fix
Albums de The Automatic
Not Accepted Anywhere
(2006) Tear the Signs Down
(2010)
Singles
1. Steve McQueen
Sortie : 18 août 2008

This Is a Fix est le deuxième album du groupe britannique de rock indépendant The Automatic, publié le 25 août 2008 par B-Unique Records et Polydor.

## Liste des chansons
Toute la musique est composée par The Automatic.
| No  | Titre               | Durée |
| --- | ------------------- | ----- |
| 1.  | Responsible Citizen | 3:34  |
| 2.  | Steve McQueen       | 3:42  |
| 3.  | Accessories         | 3:59  |
| 4.  | Magazines           | 3:19  |
| 5.  | This Ship           | 4:31  |
| 6.  | In The Mountains    | 3:45  |
| 7.  | This Is A Fix       | 3:03  |
| 8.  | Bad Guy             | 3:45  |
| 9.  | Sleepwalking        | 3:41  |
| 10. | Secret Police       | 3:00  |
| 11. | Make the Mistakes   | 4:05  |
| 12. | Light Entertainment | 3:33  |